# Protracheoniscus longistylus
Protracheoniscus longistylus là một loài chân đều trong họ Trachelipodidae. Loài này được Arcangeli miêu tả khoa học năm 1939.